# Hinton (Virginia Occidental)
Hinton es una ciudad ubicada en el condado de Summers en el estado estadounidense de Virginia Occidental. En el Censo de 2010 tenía una población de 2676 habitantes y una densidad poblacional de 340,66 personas por km².

## Geografía
Hinton se encuentra ubicada en las coordenadas 37°40′28″N 80°52′52″O / 37.67444, -80.88111. Según la Oficina del Censo de los Estados Unidos, Hinton tiene una superficie total de 7.86 km², de la cual 5.75 km² corresponden a tierra firme y (26.81%) 2.11 km² es agua.

## Demografía
Según el censo de 2010, había 2676 personas residiendo en Hinton. La densidad de población era de 340,66 hab./km². De los 2676 habitantes, Hinton estaba compuesto por el 92.04% blancos, el 5.34% eran afroamericanos, el 0.15% eran amerindios, el 0.45% eran asiáticos, el 0% eran isleños del Pacífico, el 0% eran de otras razas y el 2.02% pertenecían a dos o más razas. Del total de la población el 0.52% eran hispanos o latinos de cualquier raza.